# Resum aeroespacial
Aquest article és un resum que proporciona un esquema jeràrquic i guia temàtica en el camp aeroespacial:
El camp aeroespacial – compren l'atmosfera de la Terra i l'espai que l'envolta. Normalment, el terme s'utilitza per fer referència a la indústria aeroespacial, que investiga, dissenya, fabrica, opera i manté els vehicles que es mouen a través de l'aire i l'espai. El camp aeroespacial és divers, amb multitud d'aplicacions comercials, industrials i militars.

## Essència de l'aeroespacial
Aeroespacial
- Aeronau
- Atmosfera
- Òrbita geocèntrica
- Espai
- Nau espacial

## Indústries i aplicacions aeroespacials
- Transport aeri
- Fabricació aeroespacial
- Exploració espacial

## Subdisciplines del camp aeroespacial
- Aviació general
- Aeronàutica
- Astronàutica
- Enginyeria aeroespacial

## Organitzacions aeroespacials

### Agències espacials
- NASA
- ESA
- Agència espacial canadenca
- Organització de recerca espacial índia
- Agència Espacial Federal de Rússia (RKA)
- Administració nacional espacial de la Xina
- Agència espacial iraniana
- Centre Aeroespacial Alemany

### Empreses aeroespacials
- Fabricants aeroespacials
  - Airbus
  - Boeing
  - Bombardier Aerospace
  - Embraer
  - Lockheed Martin
  - Northrop Grumman
- Empreses de transport aeri
  - Llistes de companyies aèries

### Escoles aeroespacials
- Llista d'universitats d'enginyeria aeronàutica

## Història aeroespacial
Història aeroespacial
- Cronologia de l'aviació
- Cronologia de l'exploració espacial
- Descobriment i exploració del sistema solar
- Cronologia de l'exploració del sistema solar
- Germans Wright, Kitty Hawk, Planador Wright
- Vergeltungswaffe
- Bomba volant V-1
- V-2
  - Llista de llançaments de prova de V-2
  - Llista de llançaments V-2 als Estats Units
- Programa Vanguard
- Spútnik, Crisi de l'Spútnik
- Cursa espacial
- Operació Paperclip
- Llista dels primers satèl·lits de comunicacions
- Programa Apollo
- Llistatde llançaments de Protó
- Llista de llançaments de Thor i Delta
- Llista de llançaments del R-7
- Llista de llançaments de Falcon 1
- Llista de llançaments de la NRO
- Llista de llançaments de l'Atlas
- Llista de llançaments de Llarga Marxa
- Llista de llançaments de Black Brant
- Llista de llançaments de Titan
- Llista de llançaments de l'Ariane
- Llista de llançaments de satèl·lits GPS
- Skylab
- Història de l'Estació Espacial Internacional
  - Orígens de l'Estació Espacial Internacional
  - Muntatge de l'Estació Espacial Internacional
  - Llista de passeigs espacials de l'Estació Espacial Internacional
- Llista de passeigs espacials i lunars
- Llista de rècords acumulats d'espai espacial

## Futur aeroespacial

### Estats Units
Vision for Space Exploration
- Desenvolupament de vehicles de llançament derivat del transbordador espacial
- Explorar la Lluna amb missions de naus espacials robòtiques en 2008 i missions tripulades en 2020
- Transiting Exoplanet Survey Satellite (llançament previst per al 2018)
- Explorar Mart i altres destinacions amb missions robòtiques i tripulades
- Missió Psyche (previst pel 2022)

## Conceptes generals aeroespacials
- Arquitectura aeroespacial
- Fisiologia aeroespacial
- Aeronau
- Reentrada atmosfèrica
- Aviació
- Programa espacial
- Satèl·lits
- Nau espacial
- SpaceShipOne
- Túnel de vent
- Llista de sistemes de llançament orbital

## Persones influents en l'àmbit aeroespacial
- Elon Musk
- Burt Rutan